# Coppa del Mondo di sci alpino 1992
La Coppa del Mondo di sci alpino 1992 fu la ventiseiesima edizione della manifestazione organizzata dalla Federazione Internazionale Sci; nel corso della stagione si tennero ad Albertville i XVI Giochi olimpici invernali, non validi ai fini della Coppa del Mondo, il cui calendario contemplò dunque un'interruzione nel mese di febbraio. In questa stagione fu modificato il sistema di calcolo dei punteggi: furono assegnati punti ai primi trenta anziché ai primi quindici classificati in ogni gara, a scalare (100 al primo, 1 al trentesimo).
La stagione maschile ebbe inizio il 23 novembre 1991 a Park City, negli Stati Uniti, e si concluse il 22 marzo 1992 a Crans-Montana, in Svizzera; furono disputate 34 gare (9 discese libere, 6 supergiganti, 7 slalom giganti, 9 slalom speciali, 3 combinate), in 18 diverse località. Lo svizzero Paul Accola si aggiudicò sia la Coppa del Mondo generale, sia quella di supergigante; il suo connazionale Franz Heinzer vinse la Coppa di discesa libera e l'italiano Alberto Tomba quelle di slalom gigante e di slalom speciale. Il lussemburghese Marc Girardelli era il detentore uscente della Coppa generale.
La stagione femminile ebbe inizio il 30 novembre 1991 a Lech, in Austria, e si concluse il 21 marzo 1992 a Crans-Montana, in Svizzera; furono disputate 30 gare (7 discese libere, 6 supergiganti, 7 slalom giganti, 8 slalom speciali, 2 combinate), in 15 diverse località. L'austriaca Petra Kronberger si aggiudicò la Coppa del Mondo generale; la tedesca Katja Seizinger vinse la Coppa di discesa libera, la francese Carole Merle quelle di supergigante e di slalom gigante e la svizzera Vreni Schneider quella di slalom speciale. La Kronberger era la detentrice uscente della Coppa generale.

## Uomini

### Risultati
| Data             | Località                | Nazione     | Pista                          | Spec. | Primo                 | Secondo                     | Terzo                  |
| ---------------- | ----------------------- | ----------- | ------------------------------ | ----- | --------------------- | --------------------------- | ---------------------- |
| 23 novembre 1991 | Park City               | Stati Uniti | C.B.'s Run                     | GS    | Alberto Tomba         | Paul Accola                 | Roberto Spampatti      |
| 24 novembre 1991 | Park City               | Stati Uniti | C.B.'s Run                     | SL    | Alberto Tomba         | Paul Accola                 | Konrad Kurt Ladstätter |
| 29 novembre 1991 | Breckenridge            | Stati Uniti |                                | GS    | Paul Accola           | Alberto Tomba               | Fredrik Nyberg         |
| 30 novembre 1991 | Breckenridge            | Stati Uniti |                                | SL    | Paul Accola           | Thomas Fogdö Alberto Tomba  |                        |
| 7 dicembre 1991  | Val-d'Isère             | Francia     |                                | DH    | A J Kitt              | Leonhard Stock              | Franz Heinzer          |
| 8 dicembre 1991  | Val-d'Isère             | Francia     |                                | SG    | Marc Girardelli       | Atle Skårdal                | Urs Kälin              |
| 10 dicembre 1991 | Sestriere               | Italia      | Kandahar Slalom                | SL    | Alberto Tomba         | Finn Christian Jagge        | Ole Kristian Furuseth  |
| 14 dicembre 1991 | Val Gardena             | Italia      | Saslong                        | DH    | Franz Heinzer         | Leonhard Stock              | Atle Skårdal           |
| 15 dicembre 1991 | Alta Badia              | Italia      | Gran Risa                      | GS    | Alberto Tomba         | Steve Locher                | Paul Accola            |
| 17 dicembre 1991 | Madonna di Campiglio    | Italia      | 3-Tre                          | SL    | Finn Christian Jagge  | Alberto Tomba               | Thomas Fogdö           |
| 4 gennaio 1992   | Kranjska Gora           | Slovenia    | Podkoren                       | GS    | Sergio Bergamelli     | Hans Pieren                 | Alberto Tomba          |
| 5 gennaio 1992   | Kranjska Gora           | Slovenia    | Podkoren                       | SL    | Alberto Tomba         | Armin Bittner               | Finn Christian Jagge   |
| 11 gennaio 1992  | Garmisch-Partenkirchen  | Germania    | Kandahar                       | DH    | Markus Wasmeier       | Patrick Ortlieb             | Hansjörg Tauscher      |
| 12 gennaio 1992  | Garmisch-Partenkirchen  | Germania    | Kandahar                       | SG    | Patrick Holzer        | Paul Accola                 | Peter Rzehak           |
| 13 gennaio 1992  | Garmisch-Partenkirchen  | Germania    | Gudiberg                       | SL    | Patrice Bianchi       | Hubert Strolz               | Alberto Tomba          |
| 13 gennaio 1992  | Garmisch-Partenkirchen  | Germania    | Kandahar Gudiberg              | KB    | Paul Accola           | Ole Kristian Furuseth       | Hubert Strolz          |
| 17 gennaio 1992  | Kitzbühel               | Austria     | Streif                         | DH    | Franz Heinzer         | Daniel Mahrer               | Xavier Gigandet        |
| 18 gennaio 1992  | Kitzbühel               | Austria     | Streif                         | DH    | Franz Heinzer         | A J Kitt                    | Patrick Ortlieb        |
| 19 gennaio 1992  | Kitzbühel               | Austria     | Ganslern                       | SL    | Alberto Tomba         | Patrice Bianchi             | Armin Bittner          |
| 19 gennaio 1992  | Kitzbühel               | Austria     | Streif Ganslern                | KB    | Paul Accola           | Marc Girardelli             | Hubert Strolz          |
| 22 gennaio 1992  | Adelboden               | Svizzera    | Chuenisbärgli                  | GS    | Ole Kristian Furuseth | Hans Pieren                 | Marc Girardelli        |
| 25 gennaio 1992  | Wengen                  | Svizzera    | Lauberhorn                     | DH    | Franz Heinzer         | Markus Wasmeier             | Helmut Höflehner       |
| 26 gennaio 1992  | Wengen                  | Svizzera    | Männlichen/Jungfrau            | SL    | Alberto Tomba         | Paul Accola                 | Armin Bittner          |
| 26 gennaio 1992  | Wengen                  | Svizzera    | Lauberhorn Männlichen/Jungfrau | KB    | Paul Accola           | Günther Mader               | Hubert Strolz          |
| 1º febbraio 1992 | Megève                  | Francia     |                                | SG    | Paul Accola           | Marco Hangl                 | Franz Heinzer          |
| 2 febbraio 1992  | Saint-Gervais-les-Bains | Francia     |                                | GS    | Didrik Marksten       | Alberto Tomba               | Markus Wasmeier        |
| 1º marzo 1992    | Morioka                 | Giappone    |                                | SG    | Paul Accola           | Urs Kälin                   | Jan Einar Thorsen      |
| 6 marzo 1992     | Panorama                | Canada      |                                | DH    | William Besse         | Günther Mader Daniel Mahrer |                        |
| 7 marzo 1992     | Panorama                | Canada      |                                | DH    | Daniel Mahrer         | Jan Einar Thorsen           | A J Kitt               |
| 8 marzo 1992     | Panorama                | Canada      |                                | SG    | Günther Mader         | Kjetil André Aamodt         | Marc Girardelli        |
| 14 marzo 1992    | Aspen                   | Stati Uniti | Ruthie's                       | DH    | Daniel Mahrer         | William Besse               | Patrick Ortlieb        |
| 15 marzo 1992    | Aspen                   | Stati Uniti | Ruthie's                       | SG    | Kjetil André Aamodt   | Günther Mader               | Paul Accola            |
| 20 marzo 1992    | Crans-Montana           | Svizzera    | Nationale                      | GS    | Alberto Tomba         | Kjetil André Aamodt         | Didrik Marksten        |
| 22 marzo 1992    | Crans-Montana           | Svizzera    | Nationale                      | SL    | Alberto Tomba         | Paul Accola                 | Finn Christian Jagge   |

Legenda:

DH = discesa libera

SG = supergigante

GS = slalom gigante

SL = slalom speciale

KB = combinata

### Classifiche

#### Generale
| Pos. | Nome                  | Nazione     | Punti |
| ---- | --------------------- | ----------- | ----- |
| 1    | Paul Accola           | Svizzera    | 1699  |
| 2    | Alberto Tomba         | Italia      | 1362  |
| 3    | Marc Girardelli       | Lussemburgo | 996   |
| 4    | Ole Kristian Furuseth | Norvegia    | 854   |
| 5    | Franz Heinzer         | Svizzera    | 842   |
| 6    | Günther Mader         | Austria     | 797   |
| 7    | Markus Wasmeier       | Germania    | 752   |
| 8    | Daniel Mahrer         | Svizzera    | 646   |
| 9    | Hubert Strolz         | Austria     | 611   |
| 10   | A J Kitt              | Stati Uniti | 594   |
| 10   | Patrick Ortlieb       | Austria     | 594   |

#### Discesa libera
| Pos. | Nome            | Nazione     | Punti |
| ---- | --------------- | ----------- | ----- |
| 1    | Franz Heinzer   | Svizzera    | 649   |
| 2    | Daniel Mahrer   | Svizzera    | 537   |
| 3    | A J Kitt        | Stati Uniti | 461   |
| 4    | Patrick Ortlieb | Austria     | 450   |
| 5    | Leonhard Stock  | Austria     | 403   |

#### Supergigante
| Pos. | Nome                | Nazione     | Punti |
| ---- | ------------------- | ----------- | ----- |
| 1    | Paul Accola         | Svizzera    | 429   |
| 2    | Marc Girardelli     | Lussemburgo | 296   |
| 3    | Günther Mader       | Austria     | 286   |
| 4    | Jan Einar Thorsen   | Norvegia    | 225   |
| 5    | Kjetil André Aamodt | Norvegia    | 220   |

#### Slalom gigante
| Pos. | Nome                  | Nazione  | Punti |
| ---- | --------------------- | -------- | ----- |
| 1    | Alberto Tomba         | Italia   | 520   |
| 2    | Hans Pieren           | Svizzera | 400   |
| 3    | Paul Accola           | Svizzera | 330   |
| 4    | Ole Kristian Furuseth | Norvegia | 285   |
| 5    | Johan Wallner         | Svezia   | 238   |

#### Slalom speciale
| Pos. | Nome                 | Nazione  | Punti |
| ---- | -------------------- | -------- | ----- |
| 1    | Alberto Tomba        | Italia   | 820   |
| 2    | Paul Accola          | Svizzera | 588   |
| 3    | Finn Christian Jagge | Norvegia | 533   |
| 4    | Armin Bittner        | Germania | 375   |
| 5    | Patrice Bianchi      | Francia  | 293   |

#### Combinata
Nel 1992 fu anche stilata la classifica della combinata, sebbene non venisse assegnato alcun trofeo al vincitore.
| Pos. | Nome               | Nazione  | Punti |
| ---- | ------------------ | -------- | ----- |
| 1    | Paul Accola        | Svizzera | 300   |
| 2    | Hubert Strolz      | Austria  | 180   |
| 3    | Markus Wasmeier    | Germania | 141   |
| 4    | Josef Polig        | Italia   | 112   |
| 5    | Stephan Eberharter | Austria  | 110   |

## Donne

### Risultati
| Data             | Località                | Nazione     | Pista                  | Spec. | Prima                  | Seconda                | Terza                  |
| ---------------- | ----------------------- | ----------- | ---------------------- | ----- | ---------------------- | ---------------------- | ---------------------- |
| 30 novembre 1991 | Lech                    | Austria     | Schlegelkopf           | SL    | Vreni Schneider        | Petra Kronberger       | Blanca Fernández Ochoa |
| 1º dicembre 1991 | Lech                    | Austria     | Schlegelkopf           | SL    | Blanca Fernández Ochoa | Vreni Schneider        | Petra Kronberger       |
| 7 dicembre 1991  | Santa Caterina Valfurva | Italia      | Cevedale               | SG    | Katja Seizinger        | Barbara Sadleder       | Miriam Vogt            |
| 8 dicembre 1991  | Santa Caterina Valfurva | Italia      | Cevedale               | GS    | Vreni Schneider        | Deborah Compagnoni     | Diann Roffe            |
| 14 dicembre 1991 | Santa Caterina Valfurva | Italia      | Cevedale               | DH    | Chantal Bournissen     | Katja Seizinger        | Heidi Zurbriggen       |
| 15 dicembre 1991 | Santa Caterina Valfurva | Italia      | Cevedale               | SG    | Carole Merle           | Petra Kronberger       | Heidi Zurbriggen       |
| 21 dicembre 1991 | Serre Chevalier         | Francia     |                        | DH    | Petra Kronberger       | Heidi Zurbriggen       | Miriam Vogt            |
| 5 gennaio 1992   | Oberstaufen             | Germania    |                        | GS    | Vreni Schneider        | Deborah Compagnoni     | Carole Merle           |
| 11 gennaio 1992  | Schruns                 | Austria     |                        | DH    | Katja Seizinger        | Sabine Ginther         | Svetlana Gladyševa     |
| 12 gennaio 1992  | Schruns                 | Austria     |                        | SL    | Sabine Ginther         | Blanca Fernández Ochoa | Annelise Coberger      |
| 12 gennaio 1992  | Schruns                 | Austria     |                        | KB    | Sabine Ginther         | Anja Haas              | Heidi Zurbriggen       |
| 14 gennaio 1992  | Hinterstoder            | Austria     |                        | SL    | Annelise Coberger      | Vreni Schneider        | Julie Parisien         |
| 15 gennaio 1992  | Hinterstoder            | Austria     |                        | GS    | Carole Merle           | Deborah Compagnoni     | Vreni Schneider        |
| 18 gennaio 1992  | Maribor                 | Slovenia    | Radvanje               | SL    | Vreni Schneider        | Deborah Compagnoni     | Pernilla Wiberg        |
| 20 gennaio 1992  | Piancavallo             | Italia      |                        | GS    | Carole Merle           | Vreni Schneider        | Eva Twardokens         |
| 25 gennaio 1992  | Morzine                 | Francia     |                        | DH    | Katja Seizinger        | Katrin Gutensohn       | Michaela Gerg          |
| 26 gennaio 1992  | Morzine                 | Francia     |                        | SG    | Deborah Compagnoni     | Ulrike Maier           | Merete Fjeldavlie      |
| 27 gennaio 1992  | Morzine                 | Francia     |                        | GS    | Carole Merle           | Deborah Compagnoni     | Diann Roffe            |
| 1º febbraio 1992 | Grindelwald             | Svizzera    |                        | DH    | Sabine Ginther         | Miriam Vogt            | Chantal Bournissen     |
| 2 febbraio 1992  | Grindelwald             | Svizzera    |                        | SL    | Monika Maierhofer      | Pernilla Wiberg        | Annelise Coberger      |
| 2 febbraio 1992  | Grindelwald             | Svizzera    |                        | KB    | Sabine Ginther         | Petra Kronberger       | Miriam Vogt            |
| 28 febbraio 1992 | Narvik                  | Norvegia    | Fjellheim-loypa        | GS    | Pernilla Wiberg        | Anita Wachter          | Blanca Fernández Ochoa |
| 29 febbraio 1992 | Narvik                  | Norvegia    | Fjellheim-loypa        | SL    | Vreni Schneider        | Pernilla Wiberg        | Petra Kronberger       |
| 2 marzo 1992     | Sundsvall               | Svezia      | Sundsvalls Slalombacke | SL    | Julie Parisien         | Pernilla Wiberg        | Karin Buder            |
| 7 marzo 1992     | Vail                    | Stati Uniti |                        | DH    | Katja Seizinger        | Kerrin Lee-Gartner     | Miriam Vogt            |
| 8 marzo 1992     | Vail                    | Stati Uniti |                        | SG    | Merete Fjeldavlie      | Petra Kronberger       | Carole Merle           |
| 14 marzo 1992    | Panorama                | Canada      |                        | DH    | Petra Kronberger       | Carole Merle           | Katja Seizinger        |
| 15 marzo 1992    | Panorama                | Canada      |                        | SG    | Carole Merle           | Kerrin Lee-Gartner     | Sylvia Eder            |
| 19 marzo 1992    | Crans-Montana           | Svizzera    | Nationale              | SG    | Carole Merle           | Merete Fjeldavlie      | Zoë Haas               |
| 21 marzo 1992    | Crans-Montana           | Svizzera    | Nationale              | GS    | Carole Merle           | Blanca Fernández Ochoa | Corinne Rey-Bellet     |

Legenda:

DH = discesa libera

SG = supergigante

GS = slalom gigante

SL = slalom speciale

KB = combinata

### Classifiche

#### Generale
| Pos. | Nome                   | Nazione     | Punti |
| ---- | ---------------------- | ----------- | ----- |
| 1    | Petra Kronberger       | Austria     | 1262  |
| 2    | Carole Merle           | Francia     | 1211  |
| 3    | Katja Seizinger        | Germania    | 937   |
| 4    | Vreni Schneider        | Svizzera    | 902   |
| 5    | Pernilla Wiberg        | Svezia      | 821   |
| 6    | Sabine Ginther         | Austria     | 746   |
| 7    | Blanca Fernández Ochoa | Spagna      | 657   |
| 8    | Miriam Vogt            | Germania    | 632   |
| 9    | Heidi Zurbriggen       | Svizzera    | 621   |
| 10   | Diann Roffe            | Stati Uniti | 607   |

#### Discesa libera
| Pos. | Nome               | Nazione  | Punti |
| ---- | ------------------ | -------- | ----- |
| 1    | Katja Seizinger    | Germania | 523   |
| 2    | Petra Kronberger   | Austria  | 432   |
| 3    | Miriam Vogt        | Germania | 359   |
| 4    | Kerrin Lee-Gartner | Canada   | 291   |
| 5    | Heidi Zurbriggen   | Svizzera | 277   |

#### Supergigante
| Pos. | Nome              | Nazione  | Punti |
| ---- | ----------------- | -------- | ----- |
| 1    | Carole Merle      | Francia  | 417   |
| 2    | Merete Fjeldavlie | Norvegia | 309   |
| 3    | Katja Seizinger   | Germania | 234   |
| 4    | Ulrike Maier      | Austria  | 233   |
| 5    | Sylvia Eder       | Austria  | 227   |

#### Slalom gigante
| Pos. | Nome               | Nazione     | Punti |
| ---- | ------------------ | ----------- | ----- |
| 1    | Carole Merle       | Francia     | 566   |
| 2    | Vreni Schneider    | Svizzera    | 391   |
| 3    | Diann Roffe        | Stati Uniti | 372   |
| 4    | Deborah Compagnoni | Italia      | 344   |
| 5    | Pernilla Wiberg    | Svezia      | 314   |

#### Slalom speciale
| Pos. | Nome                   | Nazione       | Punti |
| ---- | ---------------------- | ------------- | ----- |
| 1    | Vreni Schneider        | Svizzera      | 511   |
| 2    | Pernilla Wiberg        | Svezia        | 445   |
| 3    | Blanca Fernández Ochoa | Spagna        | 413   |
| 4    | Petra Kronberger       | Austria       | 369   |
| 5    | Annelise Coberger      | Nuova Zelanda | 335   |

#### Combinata
Nel 1992 fu anche stilata la classifica della combinata, sebbene non venisse assegnato alcun trofeo alla vincitrice.
| Pos. | Nome             | Nazione  | Punti |
| ---- | ---------------- | -------- | ----- |
| 1    | Sabine Ginther   | Austria  | 200   |
| 2    | Miriam Vogt      | Germania | 115   |
| 3    | Anita Wachter    | Austria  | 106   |
| 4    | Heidi Zurbriggen | Svizzera | 97    |
| 5    | Regina Häusl     | Germania | 82    |